# The Soul of a Bell
The Soul of a Bell — дебютний студійний альбом американського ритм-енд-блюзового співака Вільяма Белла, випущений у 1967 році лейблом Stax.

## Опис
Кар'єра Вільяма Белла показує, якими були сингли в стилі соул у 1960-х. Попри свій найбільший хіт «You Don't Miss Your Water» 1961 року, аж в 1967 році Stax нарешті випустили його дебютний альбом під назвою The Soul of a Bell. Альбом містить від класичних пісень до посередніх хітів, таких як «Never Like This Before» and «Everybody Loves a Winner» до кавер-версій «Do Right Woman, Do Right Man» і «I've Been Loving You Too Long», усе на цьому альбомі демонструє багатство південного соулу. Хоча вплив Motown і the Four Tops відчувається на синглі «Eloise (Hang On In There)», який мав би стати головним хітом, однак, на диво, навіть не потрапив до чартів.

## Список композицій
1. «Everybody Loves a Winner» (Букер Т. Джонс, Вільям Белл) — 2:49
2. «You Don't Miss Your Water» (Мікі Бейкер) — 2:40
3. «Do Right Woman, Do Right Man» (Кріс Момен, Ден Пенн) — 3:10
4. «I've Been Loving You Too Long (to Stop Now)» (Джеррі Батлер, Отіс Реддінг) — 3:24
5. «Nothing Takes the Place of You» (Туссен Л. Маккол) — 3:25
6. «Then You Can Tell Me Goodbye» (Джон Лудермілк) — 3:36
7. «Eloise (Hang on in There)» (Букер Т. Джонс, Вільям Белл) — 2:40
8. «Any Other Way» (Вільям Белл) — 2:42
9. «It's Happening All Over» (Айзек Хейз, Джо Шемвелл) — 2:33
10. «Never Like This Before» (Букер Т. Джонс, Девід Портер, Айзек Хейз) — 2:48
11. «You're Such a Sweet Thang» (Букер Т. Джонс, Джо Шемвелл, Вільям Белл) — 2:25

## Учасники запису
- Вільям Белл — вокал
- Вейн Джексон — труба (1, 2, 7—9, 11)
- Джо Арнольд — альт-саксофон (1, 2, 7—9, 11)
- Ендрю Лав — тенор-саксофон (1, 2, 7—9, 11)
- Стів Кроппер — гітара (1, 2, 7—9, 11)
- Букер Т. Джонс (1, 2, 7—9, 11), Айзек Хейз (1, 2, 6—8, 10) — клавішні
- Еверетт Барксдейл — бас-гітара (1, 2, 7—9, 11)
- Дональд «Дак» Данн — контрабас (1, 2, 7—9, 11)
- Ел Джексон, мол. — ударні (1, 2, 7—9, 11)

Технічний персонал
- Джим Стюарт — продюсер
- Ронгі Стутс — дизайн

## Хіт-паради
Сингли
| Рік  | Сингл                      | Чарт              | Позиція |
| ---- | -------------------------- | ----------------- | ------- |
| 1966 | «Never Like This Before»   | R&B Singles       | 29      |
| 1967 | «Everybody Loves a Winner» | Billboard Hot 100 | 95      |
| 1967 | «Everybody Loves a Winner» | R&B Singles       | 18      |